# Livia Klausová
Livia Klausová, rodným jménem Mištinová, (* 10. listopadu 1943 Bratislava) je česká ekonomka a v letech 2003–2013 první dáma České republiky z titulu manželky prezidenta republiky Václava Klause. Mezi lety 2013 až 2018 působila jako velvyslankyně České republiky na Slovensku.

## Profesní kariéra
Narodila se 10. listopadu 1943 v Bratislavě v rodině učitelky a právníka, jako jedna z pěti dětí. Její otec Štefan Miština pracoval od ledna 1940 jako vedoucí cenzurního oddělení tajné policie Ústředny státní bezpečnosti v Bratislavě a osobně se podílel na perzekuci slovenských Židů. Livia byla v mládí jiskrou, pionýrkou a svazačkou. V roce 1966 vystudovala obchodní fakultu Vysoké školy ekonomické v Praze, obor zahraniční obchod. V témže roce získala i diplom na Université Internationale de Sciences Comparées v Lucemburku.

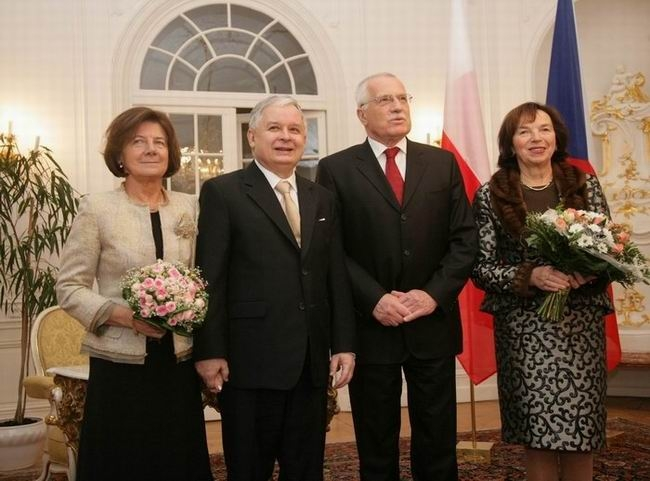
Zprava: Livia Klausová s Václavem Klausem a polský prezidentský pár Lech Kaczyński a Maria Kaczyńska

Po krátkém působení v PZO Centrotex se stala odbornou, později vědeckou pracovnicí Ekonomického ústavu Československé akademie věd (ČSAV), kde pracovala až do roku 1993. V roce 1969 studovala na Europa-Institutu v Amsterdamu. V letech 1994 až 2000 působila jako výkonná tajemnice České společnosti ekonomické.
V Ekonomickém ústavu ČSAV se zabývala především problematikou mezinárodních financí a mezinárodních měnových institucí. Vedle četné publikační činnosti se od roku 1990 účastnila i řady mezinárodních konferencí věnovaných jak transformaci české ekonomiky tak i konferencí zaměřených na finance a bankovnictví. Po roce 1990 pracovala jako členka dozorčích rad v České spořitelně, ČEZ a ZVVZ Milevsko.

## Angažmá v diplomacii
Dne 31. července 2013 vláda Jiřího Rusnoka schválila nástup Klausové do funkce velvyslankyně pro Slovenskou republiku, aniž o tom informovala veřejnost. Dne 5. listopadu 2013 její pověřovací listinu podepsal prezident Miloš Zeman, kterého podpořila v prezidentské kampani. Dne 16. prosince 2013 předala tyto pověřovací listiny slovenskému prezidentovi Ivanu Gašparovičovi a oficiálně se tak stala velvyslankyní České republiky na Slovensku. Na konci března 2018 bylo oznámeno, že se rozhodla na vlastní žádost svou misi velvyslankyně ukončit ke konci dubna 2018.

## Osobní život
Za Václava Klause se vdala v roce 1968. S manželem mají dva syny, Václava (* 1969) a Jana (* 1974).
Je čestnou patronkou Registru dárců kostní dřeně, pomáhala dětem z Ústavu sociální péče v Bystřici nad Úhlavou a nadaci Život 90.